# Boronda (Californie)
Boronda est une census-designated place du comté de Monterey, dans l'État de Californie, aux États-Unis,. En 2020, elle compte une population de 1 760 habitants.